# Fred Moten

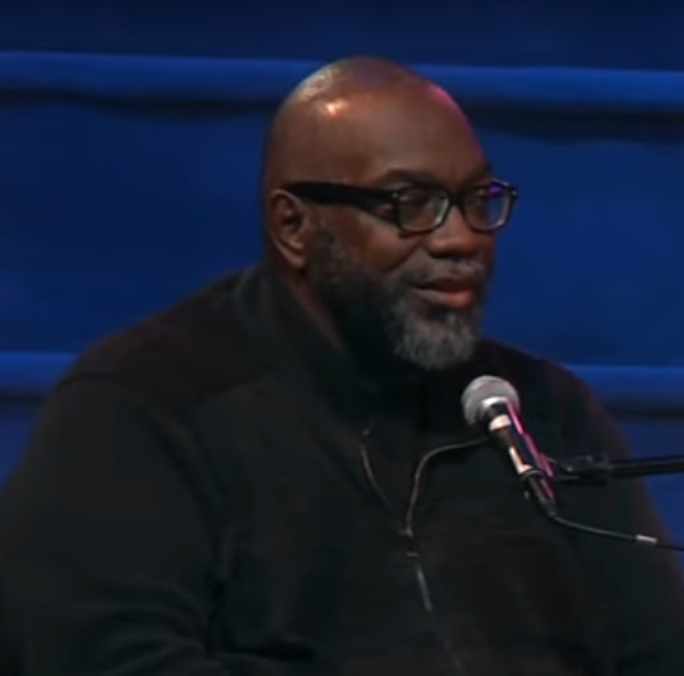
Fred Moten (2016)

Fred Moten (geb. 18. August 1962 in Las Vegas) ist ein US-amerikanischer Kulturtheoretiker, Schriftsteller und Künstler.

## Leben
Fred Moten wurde 1962 in Las Vegas geboren, wo sich nach der Great Migration eine lebhafte schwarze Community gebildet hatte. Seine Mutter war Lehrerin und im Haushalt kam er früh mit Literatur in Kontakt. Sein Vater arbeitete im Las Vegas Convention Center und für Pan American. Er lebte für einige Zeit in Pennsylvania und Arkansas, bevor er ein Studium in Harvard begann, das er allerdings nach einem Jahr unterbrach, um nach Las Vegas zurückzukehren, wo er als Hausmeister an der Nevada Nuclear Test Site arbeitete. Aufgrund seines politischen Engagements in radikalen Kreisen war er durch mehrere Prüfungen gefallen. Als er nach Harvard zurückgekehrt war, lernte er Stefano Harvey kennen, mit dem er über lange Zeit zusammenarbeiten sollte. Er promovierte an der University of California, Berkeley. Er war Professor für Englisch an der University of California, Riverside und Professor für moderne Lyrik an der Duke University, bevor er 2017 eine Professur an der NYU Tisch antrat. Moten lebt mit seiner Partnerin und seinen Kindern in New York.

## Werk
Motens veröffentlicht sowohl Essays als auch Lyrik. In Motens 2003 erschienenem Buch In the Break greift Moten Gedanken der „black radical tradition“ wie von Saidiya Hartman auf und widmet sich Phänomenen wie der Improvisation. 2013 veröffentlichte er mit Stefano Harney die Essaysammlung The Undercommons, das u. a. wegen der darin geäußerte Kritik am Wissenschaftssystem breit rezipiert wurde. Daniel Loick bezeichnet das Werk als „die wohl schärfste Warnung vor der Inkorporation subversiven Denkens in den akademischen Apparat der letzten Jahre“.
Moten ist Mitherausgeber verschiedener Zeitschriften, Mitglied des Critical Theory Institute der Universität von Kalifornien, des Direktoriums des Center for Lesbian and Gay Studies der City University New York und im Beirat von Issues in Critical Investigation an der Vanderbilt University.

## Auszeichnungen
- 2016: Guggenheim Fellowship[7]
- 2018: Roy Lichtenstein Award[8]
- 2020: MacArthur Fellowship[9]
- 2022: Wahl in die American Academy of Arts and Sciences[10]
- 2023: Corresponding Fellow der British Academy[11]

## Veröffentlichungen (Auswahl)
- In The Break: The Aesthetics Of The Black Radical Tradition. Univ. Of Minnesota Press 2003, ISBN 978-0816641000.
- mit Stefano Harney: The Undercommons. Fugitive Planning & Black Study. Minor Compositions 2013, ISBN 978-1570272677.
  - dt.: Die Undercommons: Flüchtige Planung und schwarzes Studium. übers. von Birgit Mennel & Gerald Raunig, transversal texts 2016, ISBN 978-3903046078.
- Black and Blur (Consent Not to Be a Single Being). Duke University Press 2017, ISBN 978-0822370161.
- Stolen Life. Combined Academic Publ. 2018, ISBN 978-0822370581.
- mit Stefano Harney: All Incomplete. Minor Compositions 2021, ISBN 978-1570273780.